# Lamberto Rubio Vázquez
Lamberto Rubio Vázquez (1936. november 28. –) mexikói nemzetközi labdarúgó-játékvezető. Polgári foglalkozása katona, majd hivatásos játékvezető.

## Pályafutása

### Nemzeti játékvezetés
A játékvezetői vizsgát 1965-ben tette le. A küldési gyakorlat szerint rendszeres partbírói tevékenységet is végzett. 1967-ben lett az I. Liga játékvezetője. Pályafutása alatt mintegy 1500 mérkőzésen szolgált játékvezetőként vagy partbíróként. A nemzeti játékvezetéstől 1986-ban vonult vissza.

### Nemzetközi játékvezetés
A Mexikói labdarúgó-szövetség Játékvezető Bizottsága (JB) terjesztette fel nemzetközi játékvezetőnek, a Nemzetközi Labdarúgó-szövetség (FIFA) 1974-től tartotta nyilván bírói keretében. A FIFA JB központi nyelvei közül a spanyolt beszéli.  Több nemzetek közötti válogatott és klubmérkőzést vezetett, vagy működő társának partbíróként segített. A portugál nemzetközi játékvezetők rangsorában, a világbajnokság sorrendjében többedmagával a 6. helyet foglalja el 2 találkozó szolgálatával. Az aktív nemzetközi játékvezetéstől 1986-ban búcsúzott. Válogatott mérkőzéseinek száma több mint 30.

#### Labdarúgó-világbajnokság

##### U20-as labdarúgó-világbajnokság
Japán rendezte a 2., az 1979-es ifjúsági labdarúgó-világbajnokságot, ahol a FIFA JB bíróként alkalmazta.

###### 1979-es ifjúsági labdarúgó-világbajnokság
| Időpont             | Helyszín           | Mérkőzés típusa              | Mérkőzés             | Eredmény | Nézők száma |
| ------------------- | ------------------ | ---------------------------- | -------------------- | -------- | ----------- |
| 1979. augusztus 29. | Chuo Stadion, Kóbe | csoportmérkőzés (C. csoport) | Portugália–Dél-Korea | 0 – 0    | 7500        |

---
A világbajnoki döntőhöz vezető úton Argentínába a XI., az 1978-as labdarúgó-világbajnokságra és Spanyolországba a XII., az 1982-es labdarúgó-világbajnokságra a FIFA JB bíróként alkalmazta. Selejtező mérkőzéseket a CONCACAF, valamint az AFC/OFC zónákban vezetett. A FIFA JB elvárásának megfelelően, ha nem vezetett, akkor valamelyik működő társának segített partbíróként. Kettő csoportmérkőzés közül az egyiken és a bronzmérkőzésen volt első számú partbíró. Az első számú besorolás a kor előírásai szerint, játékvezetői sérülése esetén neki kellett volna továbbvezetnie a találkozót. Világbajnokságon vezetett mérkőzéseinek száma:  2 + 3 (partbíró).

##### 1978-as labdarúgó-világbajnokság

###### Selejtező mérkőzés
| Időpont            | Helyszín                     | Mérkőzés típusa                      | Mérkőzés                         | Eredmény |
| ------------------ | ---------------------------- | ------------------------------------ | -------------------------------- | -------- |
| 1976. augusztus 1. | Városi Stadion, San Salvador | központi amerikai zóna (2. mérkőzés) | Salvador–Panama                  | 4 – 1    |
| 1976. október 20.  | Városi Stadion, Seattle      | észak amerikai zóna (2. mérkőzés)    | Amerikai Egyesült Államok–Kanada | 2 – 0    |

##### 1982-es labdarúgó-világbajnokság

###### Selejtező mérkőzés
| Időpont            | Helyszín                                 | Mérkőzés típusa                      | Mérkőzés               | Eredmény |
| ------------------ | ---------------------------------------- | ------------------------------------ | ---------------------- | -------- |
| 1980. december 10. | Központi Stadion, San José de Costa Rica | központi amerikai zóna (2. mérkőzés) | Costa Rica–El Salvador | 0 – 0    |
| 1981. március 21.  | Városi Stadion, Rijád                    | előselejtező (2. csoport)            | Szaúd-Arábia–Irak      | 1 – 0    |

###### Világbajnoki mérkőzés
| Időpont          | Helyszín                  | Mérkőzés típusa              | Mérkőzés           | Eredmény |        |
| ---------------- | ------------------------- | ---------------------------- | ------------------ | -------- | ------ |
| 1982. június 22. | Riazor Stadion, A Coruña  | csoportmérkőzés (1. csoport) | Lengyelország–Peru | 5 – 1    | 25 000 |
| 1982. július 2.  | Sarriá Stadion, Barcelona | második kör (C. csoport)     | Argentína–Brazília | 1 – 3    | 43 000 |

#### Olimpiai játékok
Az 1980. évi nyári olimpiai játékok labdarúgó tornáján a FIFA JB játékvezetői feladatokkal látta el.

##### 1980. évi nyári olimpiai játékok
| Időpont          | Helyszín                | Mérkőzés típusa              | Mérkőzés               | Eredmény | Nézők száma |
| ---------------- | ----------------------- | ---------------------------- | ---------------------- | -------- | ----------- |
| 1980. július 21. | Dinamo Stadion, Minszk  | csoportmérkőzés (D. csoport) | Jugoszlávia–Finnország | 2 – 0    |             |
| 1980. július 27. | Dinamo Stadion, Moszkva | egyik negyeddöntő            | Szovjetunió–Kuvait     | 2 – 1    | 48 000      |

#### Nemzetközi kupamérkőzések
Vezetett kupadöntők száma: 1.

##### Interkontinentális kupa
| Időpont            | Helyszín               | Mérkőzés típusa | Mérkőzés                          | Eredmény | Nézők száma |
| ------------------ | ---------------------- | --------------- | --------------------------------- | -------- | ----------- |
| 1981. december 13. | Nemzeti Stadion, Tokió | döntő           | Liverpool FC–CR Flamengo (brazil) | 0 – 3    | 62 000      |

#### A magyar labdarúgó-válogatott mérkőzései (1902–1929)
| Időpont           | Helyszín                     | Mérkőzés típusa                   | Mérkőzés            | Eredmény | Nézők száma |
| ----------------- | ---------------------------- | --------------------------------- | ------------------- | -------- | ----------- |
| 1976. február 4.  | Nemzeti Stadion, Mexikóváros | nem hivatalos válogatott mérkőzés | Mexikó–Magyarország | 4 – 1    | 20 000      |
| 1977. február 22. | Nemzeti Stadion, Mexikóváros | 506. válogatott mérkőzés          | Mexikó–Magyarország | 1 – 1    | 40 000      |

## Sportvezetői pályafutása
Az aktív játékvezetői pályafutását befejezve a FIFA  Játékvezető Bizottság tagja, játékvezető oktató, nemzetközi játékvezető ellenőr.

## Írásai
Saját játékvezetői főiskolát működtet, ahol tankönyveket ír, cikkeket szerkeszt különböző sportlapok részére.

## Szakmai sikerek
1994-ben a nemzetközi játékvezetés hírnevének erősítése, hazájában 10 éve a legmagasabb Ligában (osztályban) folyamatosan tevékenykedő, eredményes pályafutása elismeréseként, a FIFA JB felterjesztésére az 1965-ben alapított International Referee Special Award címmel és oklevéllel tüntette ki.

## Külső hivatkozások
- Lamberto Rubio Vázquez. World Referee. [2016. március 4-i dátummal az eredetiből archiválva]. (Hozzáférés: 2013. április 27.)
- Lamberto Rubio Vázquez. footballzz.com. (Hozzáférés: 2013. április 27.)
- Lamberto Rubio Vázquez. footballdatabase.eu. (Hozzáférés: 2013. április 27.)
- Lamberto Rubio Vázquez. weltfussball.de. (Hozzáférés: 2013. április 27.)[halott link]

| Elődje: Ávráhám Klein | Interkontinentális kupa döntő 1981 | Utódja: Luis Paulino Siles |